# Baruihuda
Baruihuda è una suddivisione dell'India, classificata come census town, di 9.575 abitanti, situata nel distretto di Nadia, nello stato federato del Bengala Occidentale. In base al numero di abitanti la città rientra nella classe V (da 5.000 a 9.999 persone).

## Geografia fisica
La città è situata a 23° 22' 39 N e 88° 29' 22 E.

## Società

### Evoluzione demografica
Al censimento del 2001 la popolazione di Baruihuda assommava a 9.575 persone, delle quali 4.869 maschi e 4.706 femmine. I bambini di età inferiore o uguale ai sei anni assommavano a 1.336, dei quali 707 maschi e 629 femmine. Infine, coloro che erano in grado di saper almeno leggere e scrivere erano 5.562, dei quali 3.199 maschi e 2.363 femmine.